# Chronologie des attentats du 11 septembre 2001
Pour un article plus général, voir Attentats du 11 septembre 2001.

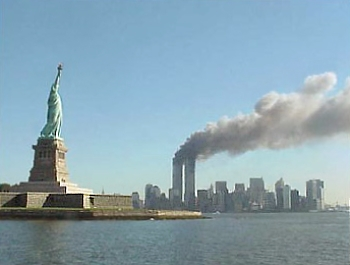
Les tours jumelles du World Trade Center (New York City, New York) en feu après les deux impacts aériens.

Cette chronologie des attentats du 11 septembre 2001 présente l'ensemble des événements qui se sont déroulés ce jour-là. Elle comprend les actions des terroristes ainsi que les réactions de la défense aérienne et des membres du gouvernement fédéral des États-Unis.
Les temps mentionnés correspondent à l'heure locale de New York UTC-4 (EDT).

## Résumé
| Heure (EDT) | Événement                                                         |
| ----------- | ----------------------------------------------------------------- |
| 8 h 46      | Le vol AA 11 frappe la tour nord du WTC (New York City, New York) |
| 9 h 3       | Le vol UA 175 frappe la tour sud du WTC (New York City, New York) |
| 9 h 37      | Le vol AA 77 s'écrase sur le Pentagone (Arlington, Virginie)      |
| 9 h 59      | La tour sud du WTC s'effondre                                     |
| 10 h 03     | Le vol UA 93 s'écrase à côté de Shanksville, Pennsylvanie         |
| 10 h 28     | La tour nord du WTC s'effondre                                    |
| 17 h 20     | La tour n°7 du WTC s'effondre                                     |

Les détournements débutent le mardi 11 septembre 2001 à 8 h 14 avec le détournement du vol American Airlines 11 par 5 terroristes dont Mohammed Atta. Au total, 4 avions de ligne sont détournés par 19 terroristes dans l'objectif de s'écraser contre des bâtiments hautement symboliques des États-Unis. Seul un des avions détournés n'atteindra pas sa cible.
Les vols AA 11 et UA 175 frappent les Twin Towers, tours principales du complexe d'immeubles d'affaires du World Trade Center situé sur l'ile de Manhattan à New York dans l'État de New York, à 8 h 46 et à 9 h 3, provoquant leur effondrement, ainsi que la destruction d'un troisième bâtiment du complexe (la tour no 7) quelques heures plus tard. Les tours jumelles culminaient à 417 et 415 mètres, comprenaient chacune 110 étages et environ 50 000 personnes y travaillaient. Elles accueillaient de plus 40 000 visiteurs chaque jour. Le matin des attentats, 17 400 personnes se trouvaient dans les tours.
Le vol AA 77 frappe le Pentagone, dans le comté d'Arlington en Virginie, à 9 h 37. Le Pentagone est le bâtiment du quartier général du département de la Défense des États-Unis. Environ 26 000 militaires et civils y travaillent. Le département de la Défense est chargé de la coordination de l'ensemble des forces armées des États-Unis.
Le vol UA 93, détourné par 4 terroristes, s'écrase à 10 h 3 près de Pittsburgh en Pennsylvanie, après l'intervention des passagers pour empêcher les pirates de l'air d'atteindre leur but. Il se dirigeait vers la capitale fédérale Washington DC où se trouvent de nombreux bâtiments fédéraux dont la Maison-Blanche, résidence officielle et bureau du président des États-Unis, et le Capitole, siège du pouvoir législatif avec la Chambre des représentants et le Sénat. Les interrogatoires de Khalid Cheikh Mohammed ont amené les autorités américaines à affirmer que la cible était ce dernier bâtiment.

## Chronologie des attentats

### De6hà7h

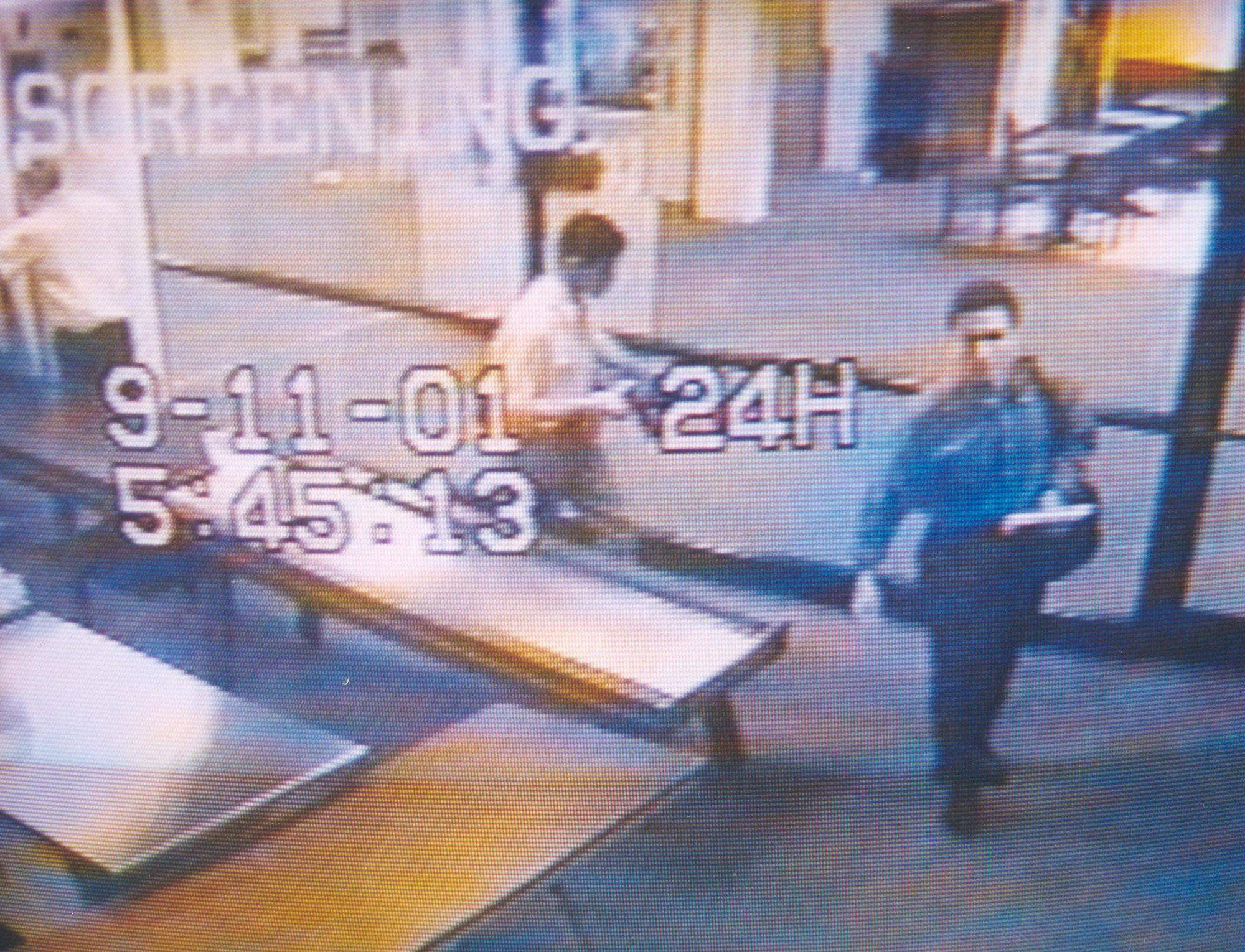
Abdulaziz al-Omari (au centre) et Mohammed Atta (à droite) à l'aéroport international de Portland au matin du 11 septembre.

- 6 h 0 : Mohammed Atta voyage avec la compagnie Colgan Air de l'aéroport international de Portland, dans le Maine, à l'aéroport international de Boston-Logan à Boston, dans le Massachusetts, aux côtés de Abdulaziz al-Omari.
- 6 h 45 : Atta et al-Omari arrivent à l'aéroport international de Boston-Logan.
- 6 h 52 : Marwan al-Shehhi appelle Atta depuis un autre terminal de l'aéroport pour lui confirmer que tout est en place pour les attentats.

### De7hà8h
- 7 h 35 : Atta et al-Omari montent à bord du vol American Airlines 11, un Boeing 767.
- 7 h 40 : les autres pirates de l'air prennent place dans l'avion.
- 7 h 45 : l'avion du vol 11 AA est annoncé en porte B32 à l'aéroport international Boston-Logan.
- 7 h 50 : Hani Hanjour et 4 autres terroristes embarquent à bord sur vol 77.
- 7 h 58 : le vol 175 UA est annoncé en porte C19 à l'aéroport international Boston-Logan.
- 7 h 59 : le vol 11 AA, transportant 81 passagers et 11 membres d'équipage, décolle avec 14 minutes de retard de l'aéroport international Boston-Logan à destination de Los Angeles, en Californie. Cinq terroristes sont à bord.

### De8hà9h
- 8 h 1 : le vol 93 UA est annoncé en porte A17 à l'aéroport international de Newark.
- 8 h 9 : le vol 77 est annoncé en porte D26 à l'aéroport international de Dulles.
- 8 h 13 : le vol 11 passe sa dernière communication à la Federal Aviation Administration (centre de contrôle de Boston).
- 8 h 14 : le vol 11 est piraté par Atta et ses complices. Waleed et Wail al-Shehri se lèvent de leur siège respectif - 2A et 2B - et poignardent deux hôtesses de l'air. Atta se lève de son siège 8D et parvient à atteindre le cockpit dont il prend le contrôle complet quelques minutes plus tard.
- 8 h 14 : le vol United Airlines 175, un Boeing 767 transportant 56 passagers et 9 membres d'équipage, quitte l'aéroport international Logan avec 14 minutes de retard. Il est également à destination de Los Angeles. Cinq terroristes sont à bord.
- 8 h 19 : Betty Ong, hôtesse de l'air sur le vol 11, alerte American Airlines du détournement de l'avion : « Le cockpit ne répond plus ; quelqu'un a été poignardé en business class - et je pense qu'il y a du gaz lacrymogène - nous ne pouvons pas respirer - je ne sais pas, je pense que nous sommes piratés ». Elle parle ensuite de ses deux collègues poignardés.
- 8 h 20 : le vol American Airlines 77, un Boeing 757 avec 58 passagers et 6 membres d'équipage, décolle avec 10 minutes de retard de l'aéroport international de Washington-Dulles à Dulles en Virginie, pour Los Angeles. Cinq pirates sont à bord.
- 8 h 20 : les contrôleurs aériens de Boston entendent les voix des pirates venant de la radio du vol 11. Ils préviennent alors la Federal Aviation Administration que le vol 11 a probablement été détourné.
- 8 h 21 : le transpondeur du vol 11 est coupé mais l'avion reste sur les écrans radar.
- 8 h 24 : une communication radio émane du vol 11 : « Nous avons des avions. Restez calmes et tout ira bien. Nous retournons à l'aéroport ». Atta appuie par erreur sur le bouton de la radio alors qu'il veut probablement communiquer avec le reste de l'appareil. Quelques secondes après, Atta dit : « Que personne ne bouge et tout ira bien. Si vous tentez quelconque geste, vous vous mettez vous-mêmes en danger ainsi que l'avion. Restez calmes ». Les contrôleurs aériens entendent la communication.
- 8 h 25 : les contrôleurs aériens du FAA’s Boston Air Traffic Control Center alertent d'autres centres de contrôle au sujet du vol 11, mais le NORAD n'est pas encore alerté.
- 8 h 26 min 30 s : le vol 11 fait un virage de 100 degrés vers le sud et se dirige vers New York.
- 8 h 28 : le Boston Center appelle le Air Traffic Control System Command Center, à Herndon en Virginie, et le prévient que le vol 11 est probablement détourné.
- 8 h 32 : le Command Center prévient le centre d'opérations au quartier-général de la FAA du possible détournement. Le Command Center établit immédiatement une téléconférence entre le Boston Center, le New York Center et le Cleveland Center.
- 8 h 38 : 19 minutes après la première alerte, le Boston Center informe le Northeast Air Defense Sector (NEADS) du NORAD, du détournement du vol 11. C'est la première information reçue par les militaires concernant le détournement du vol American Airlines 11. Les contrôleurs demandent une aide militaire pour intercepter le vol. Le NORAD décide d'envoyer deux F-15 de l'Otis Air National Guard Base situé à Falmouth, au Massachusetts à 246 km de Manhattan pour intercepter le vol 11.
- 8 h 42 : le vol United Airlines 93 décolle avec 41 minutes de retard à cause du trafic matinal assez dense de l'aéroport international Newark Liberty au New Jersey. Il a pour destination San Francisco.
- 8 h 45 : le détournement commence à bord du vol 175. Marwan al-Shehhi, aidé par quatre autres terroristes, prend les commandes de l'avion.

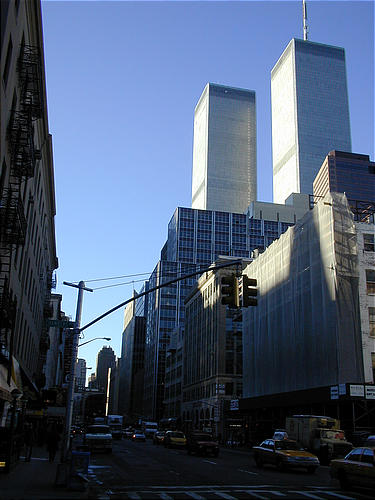
La tour nord du World Trade Center (à droite), première cible des attentats.

- 8 h 46 : le vol 11 American Airlines percute la face nord de la tour nord (WTC 1) du World Trade Center à la vitesse de 790 km/h. L'impact se situe au niveau des 94 et 98 étages. L'explosion a lieu 27 minutes après le début du détournement et 8 minutes après que le NORAD est informé. Plus de 300 personnes meurent sur le coup.
- 8 h 50 : le personnel du NEADS recherche encore l'appareil qui a déjà percuté le WTC 1.
- 8 h 51 : un contrôleur aérien informe le New York Center que le vol 175 a changé quatre minutes plus tôt le code de son transpondeur à deux reprises, et qu'il tente de contacter les pilotes.
- 8 h 52 : les deux F-15 décollent d'Otis Air National Guard Base, les pilotes demandent au NEADS l'endroit où se trouve le vol 11[4].
- 8 h 53 : le vol 77 est détourné par cinq terroristes.
- 8 h 55 : un contrôleur aérien prévient le New York Center que le vol 175 est détourné. Au même moment, alors que le président George W. Bush est à l'école élémentaire Emma E. Booker (Sarasota, Floride) dans le cadre d'une visite prévue pour promouvoir l'éducation et la politique gouvernementale sur l'administration scolaire, son conseiller présidentiel Karl Rove lui annonce qu'un petit bimoteur s'est écrasé dans le World Trade Center.
- 8 h 56 : le transpondeur du vol 77 est coupé, l'appareil disparaît du radar d'Indianapolis Center.

### De9hà10h
- 9 h 0 : l'Indianapolis Center informe des agences de la disparition du vol 77.
- 9 h 2 : le FAA's New York Center prévient le Air Traffic Control System Command Center, à Herndon en Virginie, du détournement du vol 175.
- 9 h 3 : le vol United Airlines 175 percute le côté sud de la tour sud (WTC 2) du World Trade Center à 950 km/h, au niveau des étages 78 et 84. Plus de 200 personnes meurent sur le coup. Au même moment, le FAA's New York Center prévient le NEADS du détournement du vol.

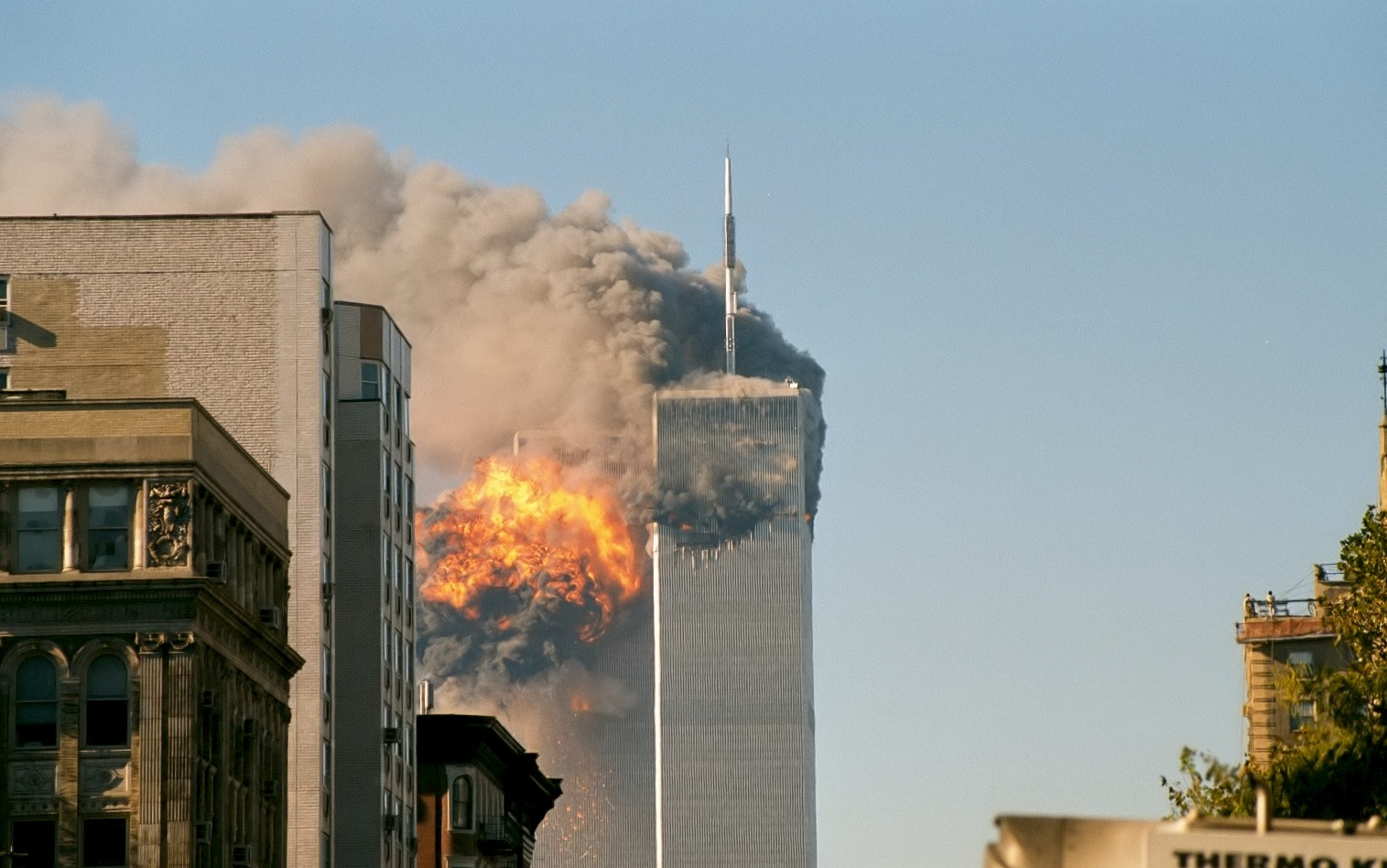
Impact du vol UA 175 contre la tour sud du World Trade Center.

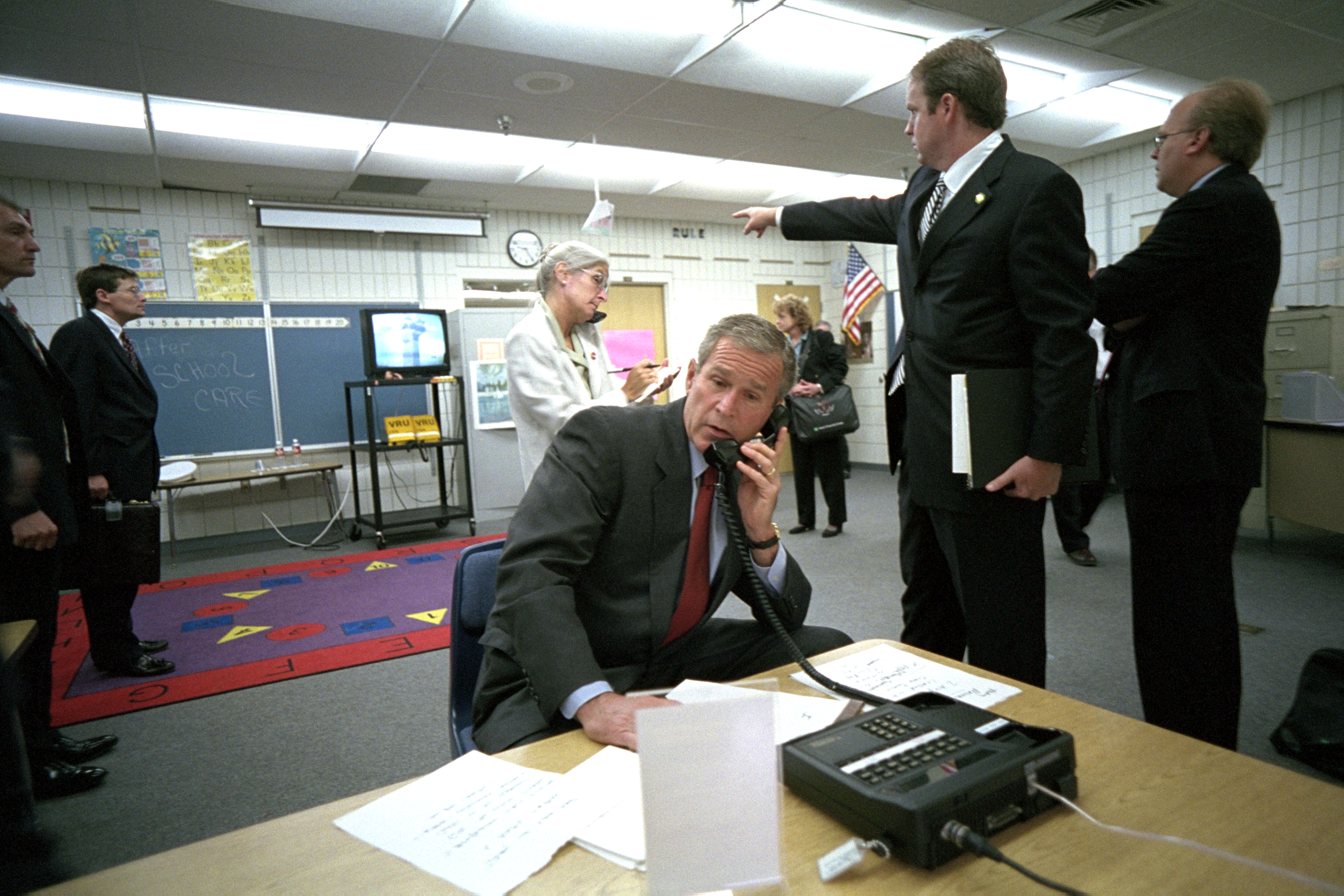
Le président George W. Bush s'informant sur les attaques.

- 9 h 5 : le New York Center ferme son espace aérien[5]. Au même moment, le chef de cabinet de la Maison Blanche, Andrew Card, informe le président George W. Bush de la deuxième explosion[6].

« Un deuxième avion a frappé l'autre tour et l'Amérique est attaquée. »
— Andrew Card
- 9 h 9 : le FAA Regional Center est prévenu de la disparition du vol 77.
- 9 h 20 : au quartier général du FBI à Washington, une équipe de 250 agents commence à enquêter sur les attentats. Ils examinent les listes des passagers des vols détournés et font le lien entre certains noms et Al-Qaïda.
- 9 h 25 : le quartier-général de la FAA est prévenu du détournement du vol 77, soit 27 minutes après sa disparition. Au même moment les deux chasseurs F-15 d'Otis Air Base arrivent au-dessus de New York.

À la Maison-Blanche, une vidéoconférence est tenue dans la Situation Room par Richard Clarke, le coordinateur national pour la sécurité, la protection des infrastructures et le contre-terrorisme. La CIA, le FBI, le département d'État, de la Justice et de la Défense ainsi que la FAA sont en ligne.
- 9 h 29 : Bush fait un discours à l'école élémentaire Booker devant les élèves et des journalistes. Il déclare :

« Aujourd'hui nous vivons une tragédie nationale. Deux avions se sont écrasés dans le World Trade Center s'apparentant à une attaque terroriste contre notre pays. »

— George W. Bush
- 9 h 30 : le vol 93 est détourné et sort de sa route. Au même moment l'Empire State Building, le Chrysler Building, le Rockefeller Center et le Metropolitan Museum of Art sont fermés. Deux F-16 décollent de Langley Air Force Base en Virginie.
- 9 h 33 : la tour de contrôle constate que le vol 77 a changé de direction et se rapproche de l'Aéroport national Ronald-Reagan. Une minute plus tard, la FAA prévient le NEADS que le vol 77 a disparu soit 34 minutes après sa disparition. Au même moment, le FAA Headquarters est informé du détournement du vol 93.
- 9 h 35 : le vol 77 change de nouveau de direction et se rapproche du District de Columbia. Les services secrets ordonnent l'évacuation du vice-président des États-Unis Dick Cheney de la Maison Blanche ; des agents l'emmènent dans le bunker du Centre opérationnel d'urgence présidentiel de la Maison Blanche.
- 9 h 37 : le vol 77 American Airlines percute la façade ouest du Pentagone à 850 km/h, soit 37 minutes après sa disparition des radars. Le QG de la FAA n'est prévenu du détournement que 12 minutes avant le crash et le NEADS 3 minutes avant.

Le Pentagone en feu après le crash du vol AA 77.

- 9 h 38 : Steven O'Brien, pilote d'un avion-cargo lockheed C-130 Hercules non-armé de la National Guard, rapporte à la tour de contrôle de l'aéroport Reagan : « Il semble que l'avion se soit écrasé dans le Pentagone, Monsieur ».
- 9 h 43 : la Maison Blanche et le Capitole sont évacués et fermés[7].
- 9 h 45 : l'espace aérien des États-Unis est fermé. Aucun avion civil n'est autorisé à décoller, et tous les avions en vol doivent atterrir sur l'aéroport le plus proche dès que possible. Tous les vols internationaux à destination des États-Unis sont redirigés vers le Canada. Le Ministère des transports déclenche l'opération Ruban jaune.
- 9 h 49 : le FAA Command Center suggère au quartier général de la FAA de demander un appui militaire pour le vol 93.
- 9 h 50 : George Tenet, directeur de la Central Intelligence Agency, ordonne l'évacuation du quartier-général de la CIA à Langley.
- 9 h 52 : la National Security Agency intercepte une communication entre un associé d'Oussama ben Laden en Afghanistan et une personne en Géorgie, déclarant qu'il a « entendu une bonne nouvelle, et que d'autres cibles seront touchées. »

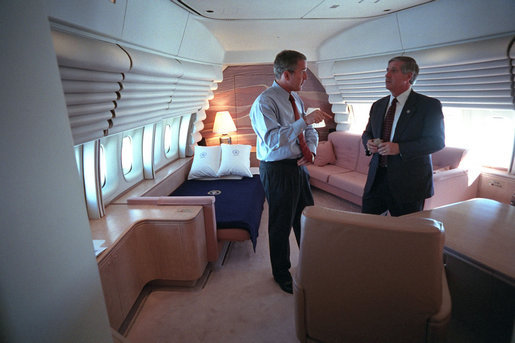
Le président George W. Bush avec Andrew Card, à bord d'Air Force One.

- 9 h 54 : Air Force One décolle de l'aéroport international de Sarasota-Bradenton avec le président Bush à son bord. L'avion atteint l'altitude de croisière et fait des cercles pendant environ 40 minutes, le temps de trouver sa destination. Richard Clarke, coordinateur national pour la sécurité, la protection des infrastructures et le contre-terrorisme, active le Programme de continuité du gouvernement, et ordonne l'évacuation des membres-clés du gouvernement vers des sites sécurisés.
- 9 h 57 : les passagers du vol 93 se révoltent contre les terroristes.
- 9 h 59 : la tour sud (WTC 2) du World Trade Center s'effondre, 55 minutes après l'impact du vol 175. Plusieurs équipes de pompiers ainsi que des personnes bloquées aux étages supérieurs sont tués. Les bâtiments 4 World Trade Center et Marriott World Trade Center (WTC 3) sont partiellement détruits par l'effondrement de la tour sud.

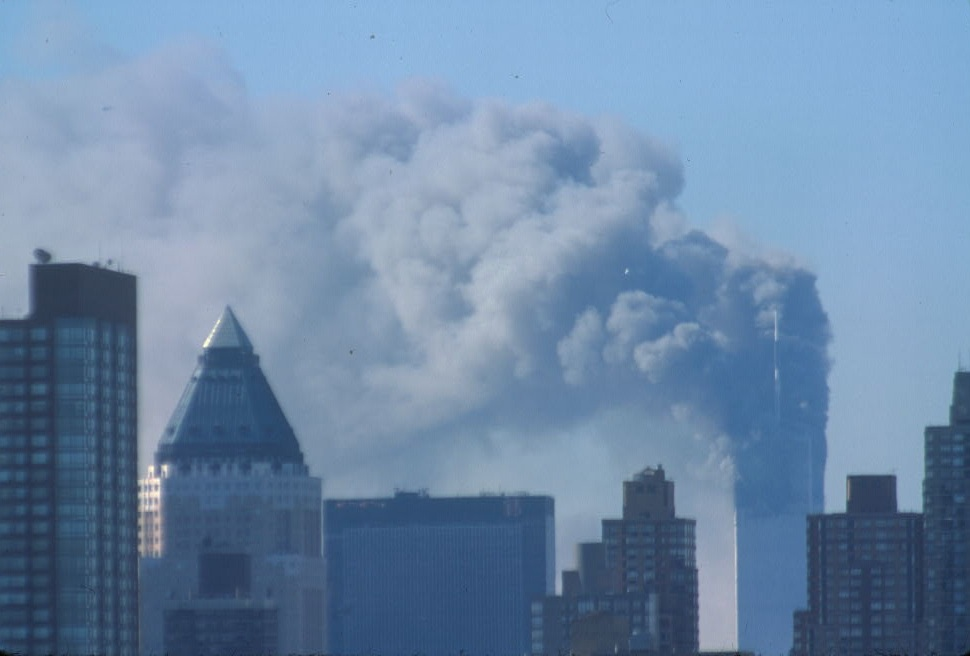
Le World Trade Center après l’effondrement de la tour sud.

### De10hà11h
- 10 h 3 : le vol United Airlines 93 s'écrase près de Shanksville, au sud-est de Pittsburgh, dans le comté de Somerset, en Pennsylvanie à 933 km/h. Il était à 20 minutes de vol de Washington, DC. L'écrasement se produit 29 minutes après que la FAA est informée du détournement. La FAA n'a jamais informé le NORAD du vol 93, qui est prévenu 4 minutes plus tard. Le NEADS ne localisera jamais le vol 93 qui s'était déjà écrasé.

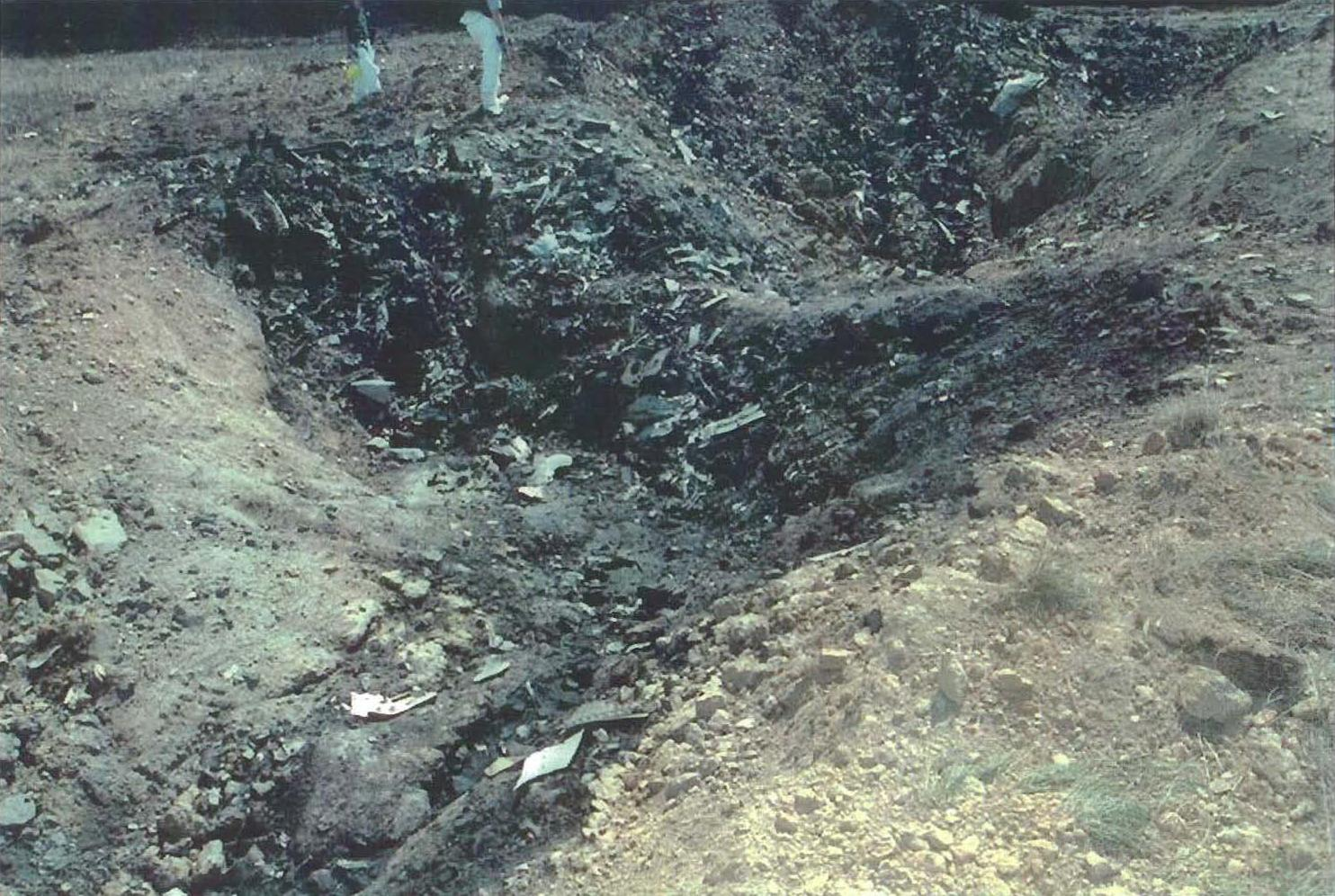
Cratère formé par le crash du vol UA 93.

À ce moment-là, les 19 terroristes sont morts dans les quatre différentes explosions. La série d'attentats a duré moins de deux heures ; 1 h 44 se sont écoulées entre le premier détournement et le dernier, et 1 h 27 entre le premier et le dernier écrasement.
- 10 h 7 : le Cleveland Center prévient le NEADS du détournement du vol 93.
- 10 h 8 : le Air Traffic Control System Command Center rapporte au FAA Headquarters que le vol 93 s'est peut-être écrasé près de Johnstown en Pennsylvanie.
- 10 h 13 : le siège des Nations unies à New York est évacué.
- 10 h 20 : le Président Bush, à bord d'Air Force One, annonce au Vice-président qu'il a l'autorisation d'abattre un avion si cela est nécessaire.
- 10 h 28 : la tour nord (WTC 1) du World Trade Center s'effondre, après 102 minutes d'incendie, à la suite de l'impact du vol American Airlines 11.

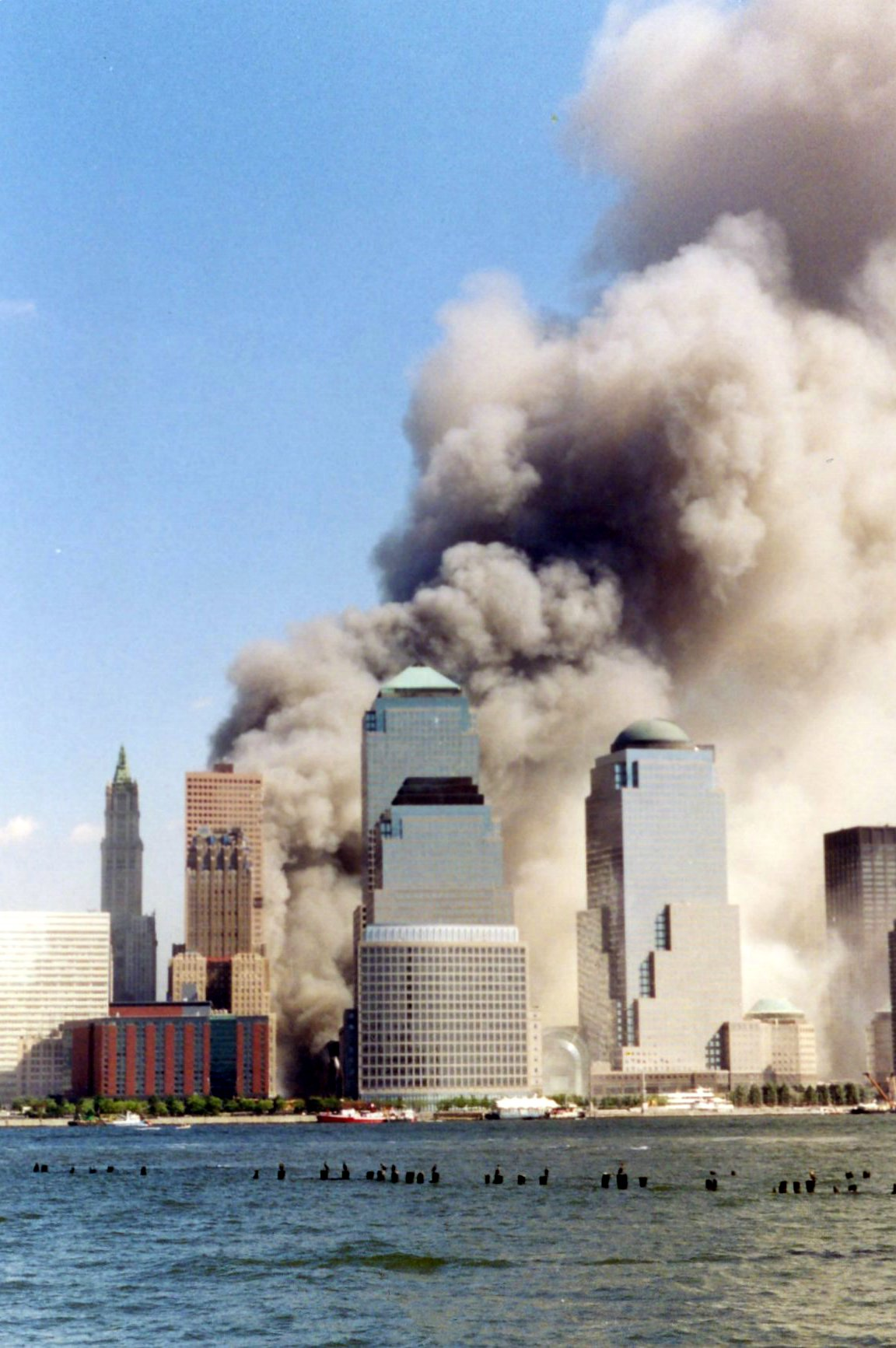
Lower Manhattan après l'effondrement de la tour nord du World Trade Center.

- 10 h 31 : le NORAD communique au NEADS l'ordre de tir du Vice-président.
- 10 h 35 : Air Force One prend la direction de Barksdale Air Force Base à Shreveport en Louisiane.
- 10 h 53 : le département de la Défense des États-Unis met l'armée en état d'alerte maximale, le DEFCON 3 est déclenché pour la première fois depuis 1973.

### De11hà midi
- 11 h 18 : American Airlines confirme la perte de ses deux avions.
- 11 h 59 : United Airlines confirme également la perte de ses deux avions.

### De midi à13h
- 12 h 0 : le président George W. Bush arrive à Barksdale Air Force Base en Louisiane.
- 12 h 15 : plus aucun vol commercial ou privé ne survole les États-Unis.

### De13hà14h
- 13 h 4 : George W. Bush met l'armée américaine en alerte et déclenche le FPCON DELTA[8]. Il quitte Barksdale Air Force Base pour rejoindre un bunker SAC dans le Nebraska.

### De14hà15h
- 14 h 50 : le président Bush arrive à Offutt Air Force Base, au Nebraska. Il convoque le Conseil national de sécurité à une téléconférence depuis le bunker du United States Strategic Command.

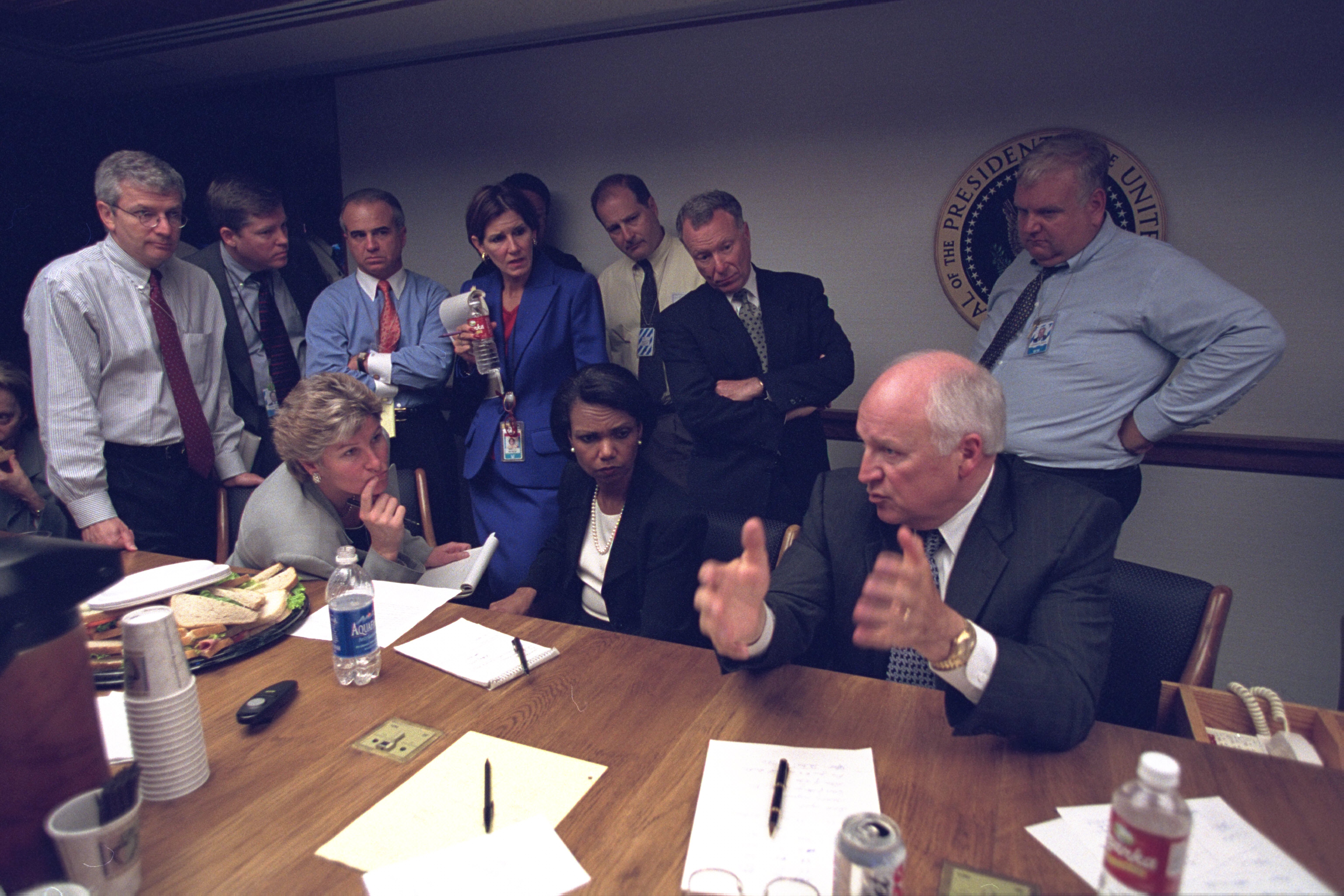
Le vice-président Dick Cheney au Presidential Emergency Operations Center (Centre opérationnel d'urgence présidentiel).
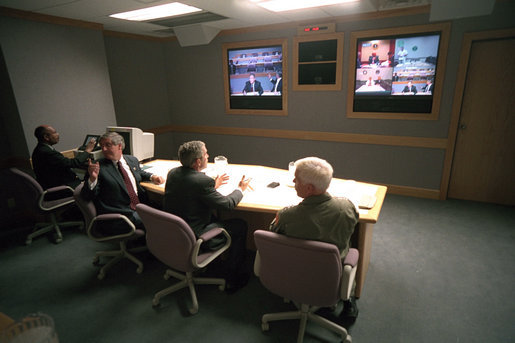
Téléconférence du président George W. Bush à bord d'Air Force One à Offutt AFB.
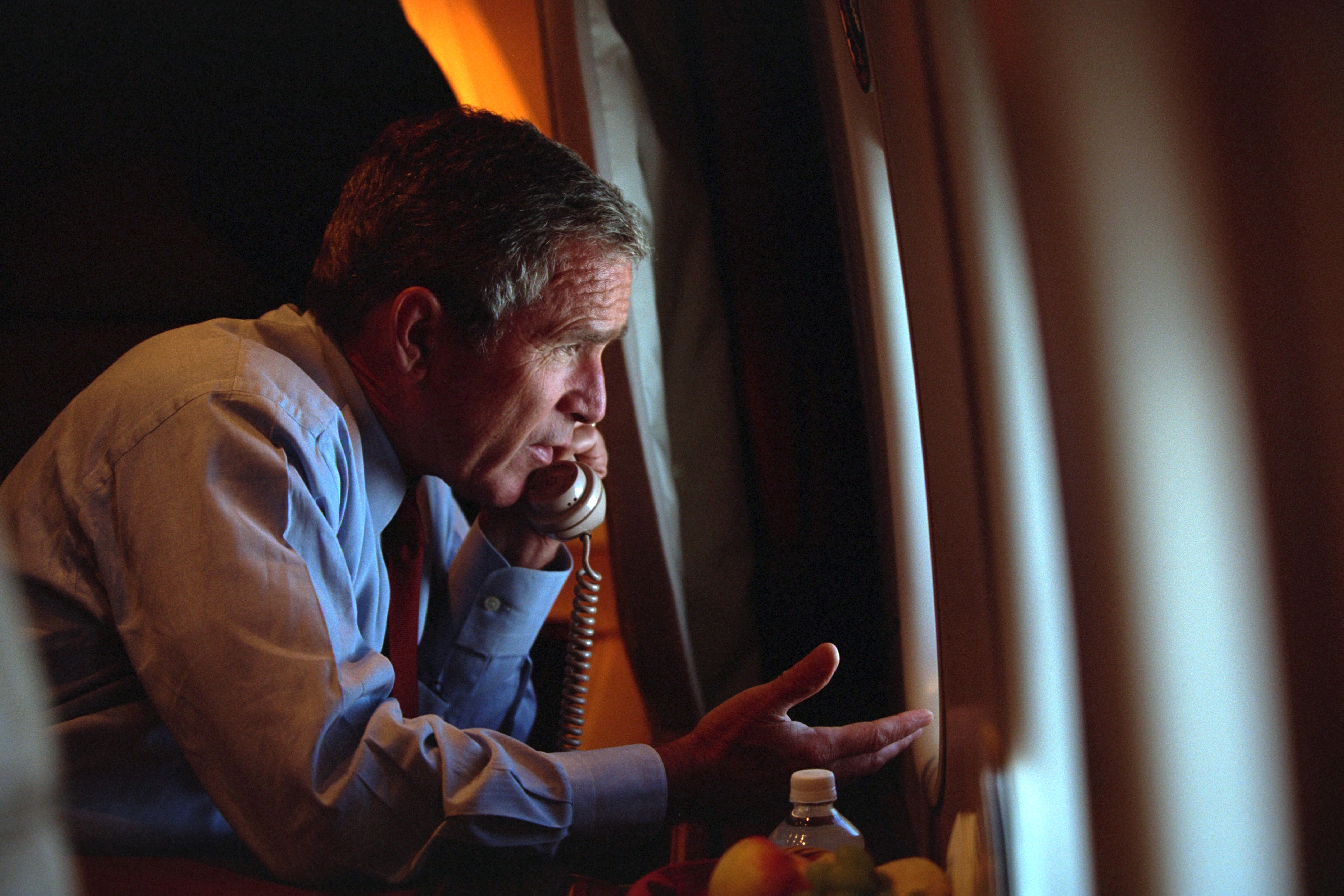
Le président George W. Bush à bord d'Air Force One au téléphone avec le vice-président Dick Cheney.

### De15hà16h
- 15 h 30 : le chef des pompiers du FDNY ordonne l'évacuation de l'immeuble WTC 7 à la suite de son instabilité.

### De16hà17h
- 16 h 20 : le président Bush quitte Offutt Air Force Base à bord d'Air Force One pour retourner à Washington, D.C.

### De17hà18h
- 17 h 20 : la tour n°7 (WTC 7) du World Trade Center s'effondre à son tour, sept heures après la chute des tours jumelles ; cet immeuble de 47 étages a subi des dommages lors de l'effondrement de ces dernières, provoquant notamment des incendies.

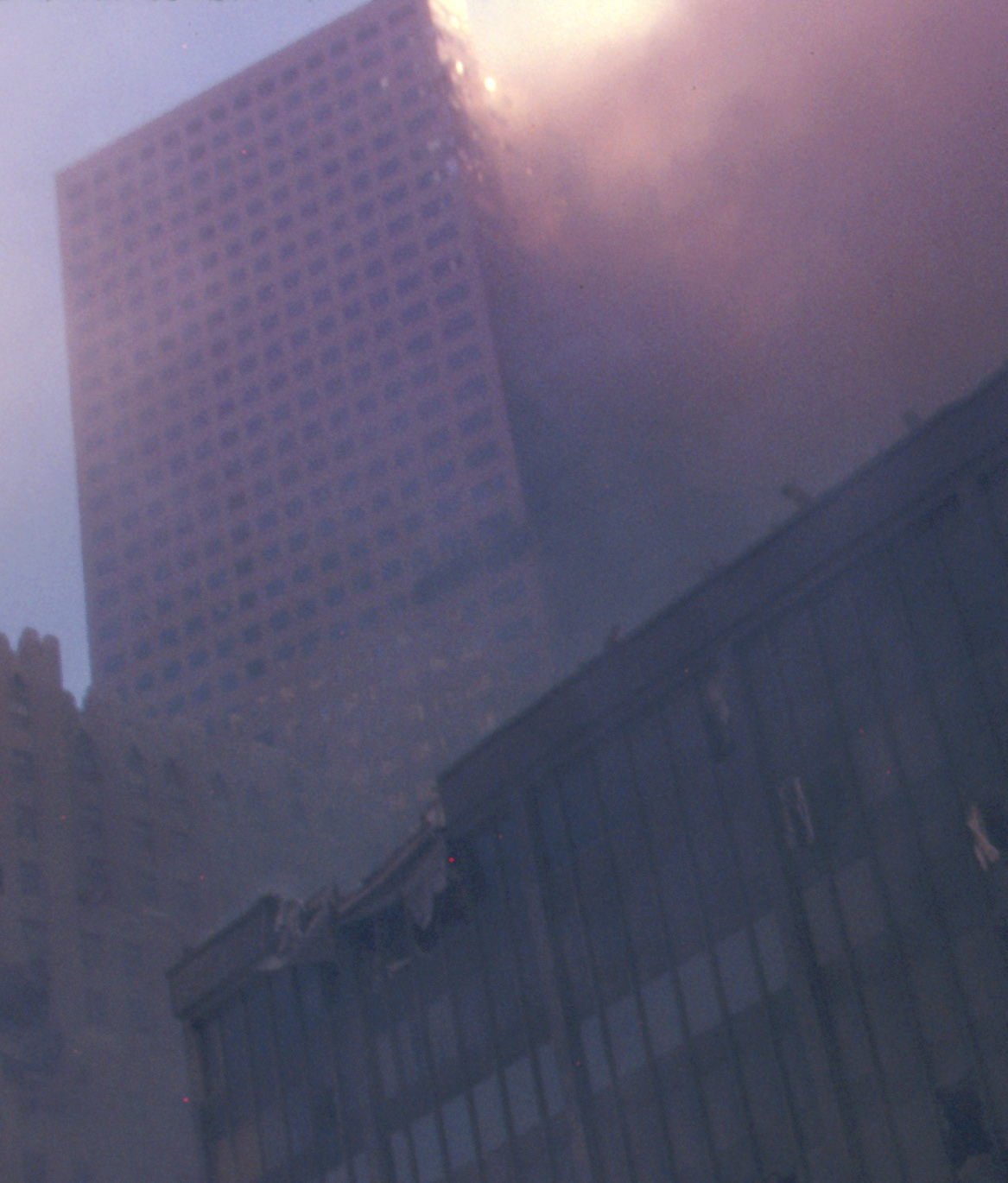
Le WTC 7 en feu, avant son effondrement.

### De18hà19h
- 18 h 54 : le président des États-Unis d'Amérique George W. Bush arrive à la Maison-Blanche.

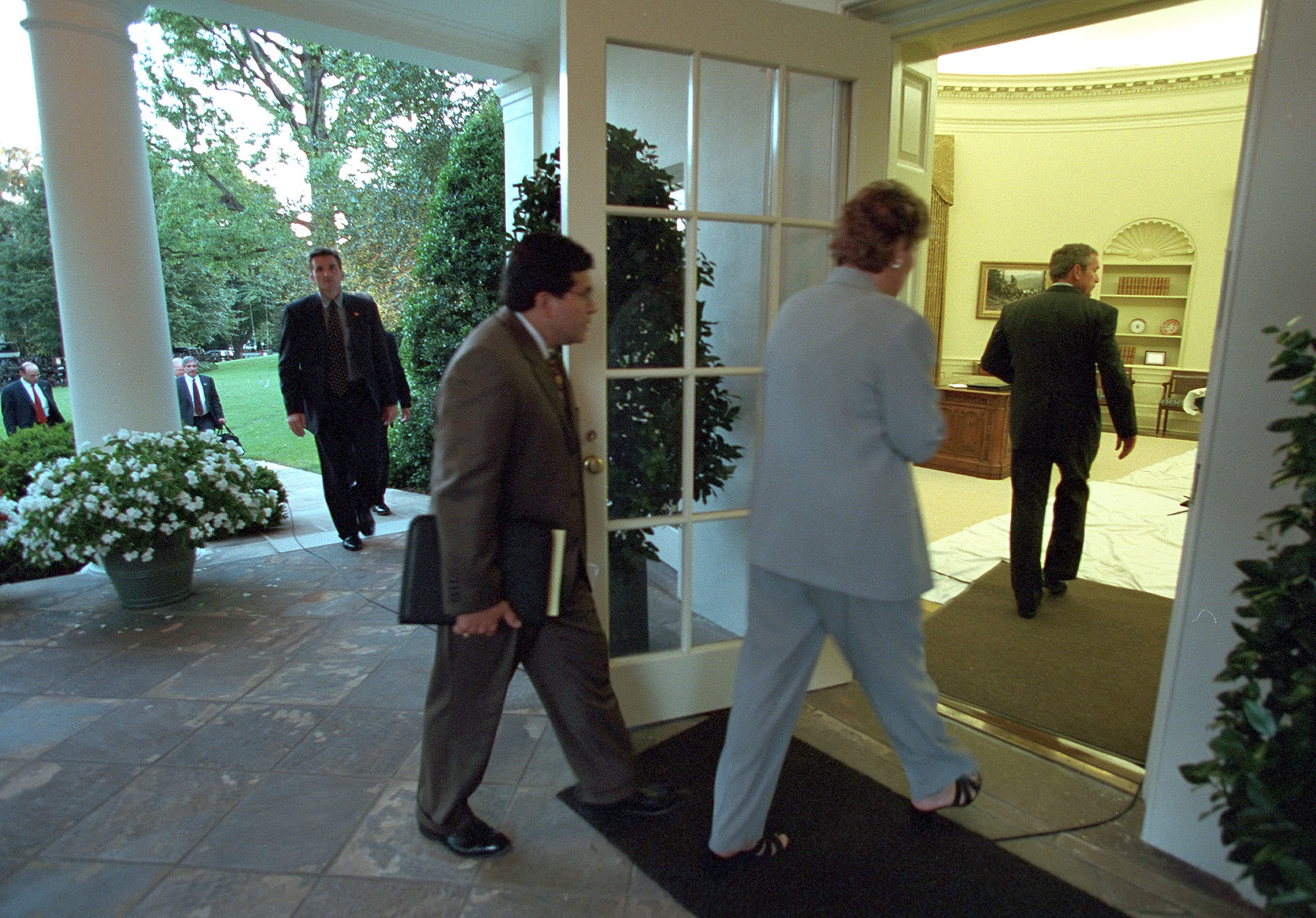
Le président George W. Bush arrive à la Maison-Blanche.
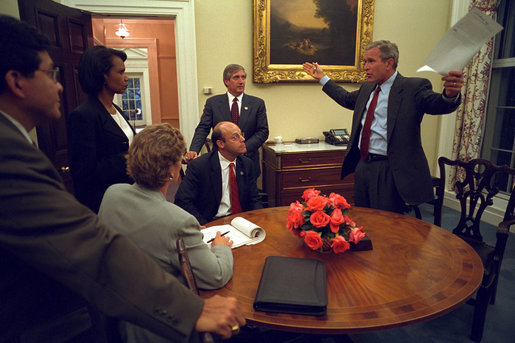
Le président George W. Bush de retour à la Maison-Blanche.

### De20hà21h
- 20 h 30 : le président des États-Unis d'Amérique George W. Bush s'adresse au peuple américain depuis le bureau ovale :

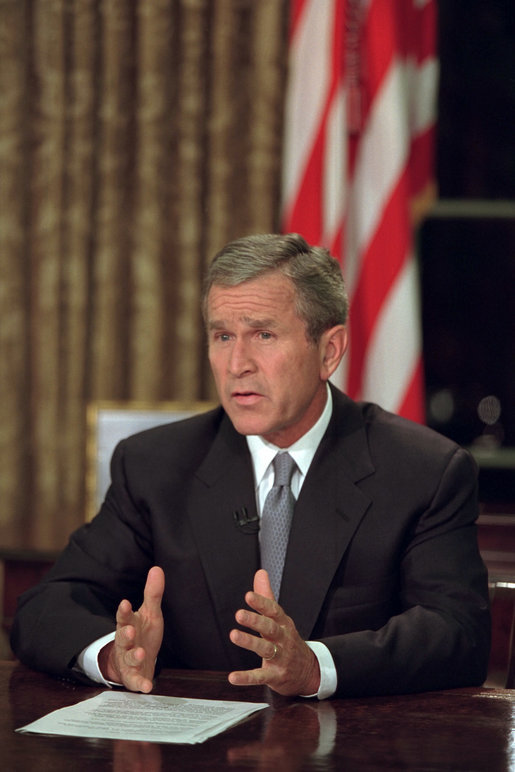
Le président George W. Bush s'adressant à la nation.

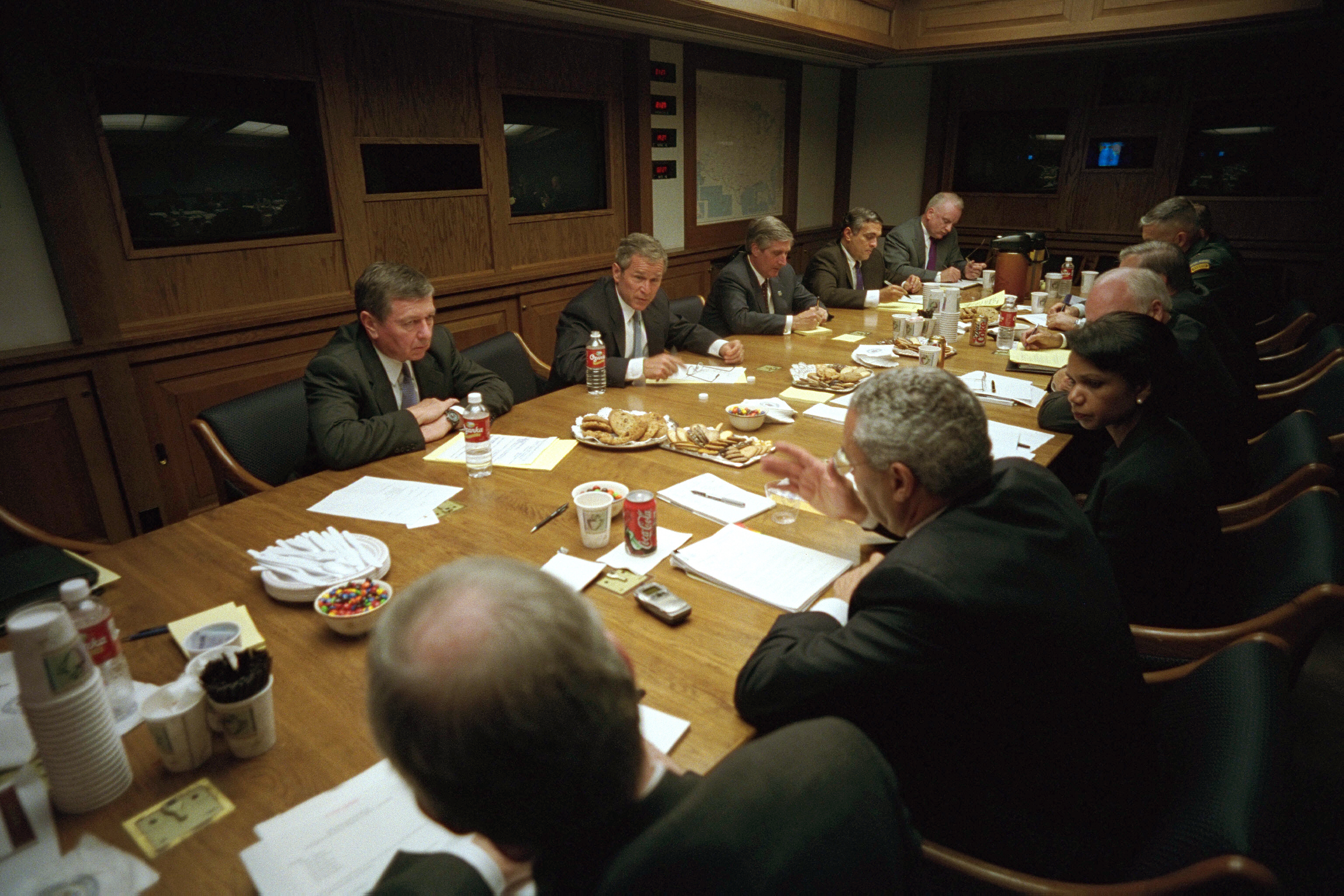
Le président George W. Bush en réunion avec le National Security Council au Presidential Emergency Operations Center (Centre opérationnel d'urgence présidentiel).

« Ces actes meurtriers à grande échelle étaient destinés à effrayer notre nation en la plongeant dans le chaos et le repli... mais ils ont échoué. Notre pays est fort. Un grand peuple se lève pour défendre une grande nation. Les attentats terroristes peuvent secouer les fondations de nos immeubles les plus hauts mais ils ne peuvent pas ébranler les fondations de l'Amérique. Ces attaques brisent l'acier mais ne peuvent entamer l'acier de la détermination (...) L'Amérique, ses amis et alliés se joignent à tous ceux qui veulent la paix et la sécurité dans le monde et nous sommes unis pour gagner la guerre contre le terrorisme. »

— George W. Bush, le 11 septembre 2001

### De21hà22h
- 21 h 0 : le président Bush réunit le National Security Council (Conseil de sécurité nationale).

### De23hà minuit
- 23 h 30 : avant de se coucher, le président Bush écrit dans son journal : « Le Pearl Harbor du XXIe siècle a eu lieu aujourd'hui... Nous pensons que c'est Oussama Ben Laden ».

La vague d'attentats, conduits par 19 terroristes le matin du 11 septembre 2001 sur le territoire américain, a fait près de 3 000 victimes et plus de 6 000 blessés.

## Durées
La série d'attentats dure moins de deux heures, le premier détournement commence à 8 h 14 (vol AA 11) et le dernier (vol UA 93) se termine à 10 h 3, soit 109 minutes plus tard. Chacun des différents détournements a duré entre 18 et 44 minutes.
| Vol    | Décollage | Début du détournement | Transpondeur coupé | FAA averti | NORAD averti | Crash  | Durée du détournement |
| ------ | --------- | --------------------- | ------------------ | ---------- | ------------ | ------ | --------------------- |
| AA 11  | 7 h 59    | 8 h 14                | 8 h 21             | 8 h 32     | 8 h 38       | 8 h 46 | 32 min                |
| UA 175 | 8 h 14    | 8 h 45                | 8 h 47             | 9 h 2      | 9 h 3        | 9 h 3  | 18 min                |
| AA 77  | 8 h 20    | 8 h 53                | 8 h 56             | 9 h 25     | 9 h 34       | 9 h 37 | 44 min                |
| UA 93  | 8 h 42    | 9 h 28                | 9 h 41             | 9 h 34     | 10 h 7       | 10 h 3 | 35 min                |